# Svätuše
Svätuše (maďarsky Szentes nebo Bodrogszentes) jsou obec na Slovensku. Nacházejí se v Košickém kraji, v okrese Trebišov.
Obec Svätuše má rozlohu 10,16 km² a leží v nadmořské výšce 98 m. Na území obce je chráněné ptačí území Medzibodrožie. K 31. 12. 20320 v obci žilo 784 obyvatel, což představuje hustotu osídlení 77,17 obyv./km².
V obci je mateřská škola s vyučovacím jazykem maďarským a základní škola s vyučovacím jazykem maďarským.

## Historie
První písemná zmínka o obci je z roku 1239. Obec byla součástí Uherska, po uzavření Trianonské smlouvy se stala součástí Československa. V letech 1938 až 1945 (v důsledku první vídeňské arbitráže) byla obec připojena k Maďarsku. V letech 1945 až 1992 byla obec opět součástí Československa. V letech 1960 až 1990 se obec nazývala Plešany.

## Památky
Nejvýznamnější památkou v obci je původně románský empirový kostelík ze začátku 13. století, který byl později goticky přestavěn. Kostelík patří Reformované křesťanské církvi (kalvinistům).